# Абун
Абун (также а-нден, бун, йимбун, карон, маниф) — предположительно изолированный язык на острове Новая Гвинея. Распространён в северной части индонезийской провинции Западное Папуа.
Несмотря на сравнительно небольшое количество носителей, язык находится в стабильном положении и занимает достаточно большую территорию. Несмотря на то, что его называют «язык абун», более правильно было бы использовать название бун, так как а само по себе означает «язык». Строение этого языка нетипично для региона: он изолирующий, в лексике преобладают односложные корни, имеются тона.
Ethnologue и Glottolog атрибутируют язык как изолированный, хотя М. Росс высказывал предположение, что, основываясь на сходстве местоимений, абун можно отнести к западнопапуасской семье.
У абун выделяют диалекты дже, джи (мадик) и тат (карон-пантаи). Письмо на латинской основе.